# فلورنسا كيرك
فلورنسا كيرك (بالإنجليزية: Florence Kirk) هي مغنية أوبرا ومغنية أمريكية، ولدت في 1909، وتوفيت في 6 يونيو 1999 بسبب مرض آلزهايمر.